# Stenelmis grossimarginata
Stenelmis grossimarginata là một loài bọ cánh cứng trong họ Elmidae. Loài này được Zhang & Yang miêu tả khoa học năm 1995.